# Ambrogio Levati
Ambrogio Levati (Milà, 14 de març de 1894 – Milà, 8 de maig de 1963) va ser un gimnasta artístic italià que va competir a començaments del segle xx.
El 1920 va prendre part en els Jocs Olímpics d'Anvers, on guanyà la medalla d'or en el concurs complet per equips del programa de gimnàstica.